# Хмельницкий, Венжик
Ве́нжик Хмельни́цкий (Венцеслав «Венжик» Хмельницкий (Хмелницкий); укр. Венжик Хмельницький) — запорожский казак, гетман Войска Запорожского в 1534—1566 годах.

## Биография
Данных о датах рождения и смерти Венжика Хмельницкого не сохранилось.
Происходил из литовско-русского рода, принадлежал к так называемой боярской (ранговой) шляхте.
Прославился во время Крымско-польской войны (1534 год), когда Крымская орда, пробравшуюся из Крыма и Бессарабии через Подолию и Волынь в Польшу, получив от короля польского Сигизмунда I, приказание отразить нападение, собрав полки реестрового казачества, он разгромил Крымскую орду неподалёку от Заслава (Заславля). Король Польши Сигизмунд II Август отметил эту заслугу Венжика Хмельницкого перед Польшей похвальной грамотой.
Во время генеральной битвы Хмельницкий создал боевой лагерь (стан, укреплённый за обозом) из повозок (возов), что позже — как вид полевого укрепления — стало популярным среди украинского казачества.
Согласно «Истории Русов» (конец XVIII — начало XIX века), является прадедом гетмана Зиновия Богдана Михайловича Хмельницкого. Согласно той же «Истории Русов», его соратником был дед Богдана Хмельницкого по другой линии Богдан Михайлович Ружинский по прозвищу Чёрный, потомок одной из ветвей рода Рюриковичей, проживавших на древних землях Руси в составе Речи Посполитой — князей Ружинских.